# Wigbold I van Holte
Wigbold I van Holte (? - Soest), 26 maart 1304) was een vooraanstaand Duits geestelijke. Hij was onder andere aartsbisschop en keurvorst van Keulen.

## Biografische schets
Wigbold van Holte was waarschijnlijk een jongere, niet-ervende zoon uit het geslacht Van Holte en koos om die reden voor een geestelijke loopbaan. In 1294 werd hij proost van het Maria-munster, verbonden aan de Dom van Aken.
Van Holte werd in 1297 tot aartsbisschop van Keulen gekozen op voordracht van een ver familielid, Everhard I van der Mark. Het jaar daarop werd deze keuze bevestigd door paus Bonifatius VIII. In de jaren dat Holte aartsbisschop was van Keulen, was hij vooral bezig met het rechtzetten van de schade die het bisdom had opgelopen na de Slag bij Woeringen. In 1304 stierf hij in het Duitse Soest, Hendrik II van Virneburg volgde hem op.